# Gilbert Glaus
Gilbert Glaus (né le 2 décembre 1955 à Thoune, dans le canton de Berne) est un coureur cycliste suisse, professionnel de 1982 à 1992.

## Biographie
En 1978, il devient champion du monde sur route amateurs, mais est un des six coureurs contrôlés positifs aux stéroïdes. Il n'est cependant pas sanctionné.

## Palmarès

### Palmarès amateur
- 1973
  - 2e du championnat de Suisse sur route juniors
- 1976
  - 1re étape du Grand Prix de Suisse
- 1977
  - Giro del Mendrisiotto
  - Grand Prix Guillaume Tell
  - Tour du Nord-Ouest de la Suisse amateurs
- 1978
  -  Champion du monde sur route amateurs
  - Grand Prix de Suisse
  - Tour du lac Léman
  - Tour du Belchen
  - Grand Prix de Genève
  - 4e étape du Tour de Suisse orientale
  - 6e étape du Grand Prix Guillaume Tell
  - Tour du Leimenthal
  - Grand Prix de Fribourg
  - 5e étape du Tour du Telemark
  - 2e du Giro del Mendrisiotto
  -  Médaillé de bronze au championnat du monde du contre-la-montre par équipes
  - 3e du championnat de Suisse du contre-la-montre par équipes
  - 3e du championnat de Suisse du 100 km contre-la-montre par équipes
- 1979
  - Grand Prix de Genève
  - Tour du Stausee
  - Prologue b étape du Grand Prix Guillaume Tell
  - Grand Prix des Marronniers
  - Grand Prix d'Amiens
  - 4ea étape du Grand Prix de Suisse
  - 2e du Grand Prix de Zurich amateurs
  - 2e du championnat de Suisse du contre-la-montre par équipes
- 1980
  - Tour de Baden :
    - Classement général
    - 1re et 4e étapes

  - Tour de Suisse orientale :
    - Classement général
    - Prologue, 2e et 4e étapes

  - Tour du Nord-Ouest de la Suisse amateurs
  - Grand Prix d'Apertura
  - 3ea et 3eb étapes de la Flèche du Sud
  - Grand Prix de Lugano
  - Giro del Mendrisiotto
  - 4ea étape du Grand Prix de Suisse
  - 2e du championnat de Suisse sur route amateurs
  - 2e du Grand Prix de Suisse
  - 3e de la Flèche du Sud
  - 3e du championnat de Suisse du contre-la-montre par équipes
- 1981
  -  Champion de Suisse du contre-la-montre par équipes
  - Tour du Nord-Ouest de la Suisse amateurs
  - Mémorial Jayet
  - Grand Prix de Genève
  - Giro del Mendrisiotto
  - Tour du Tessin
  - Tour du Stausee
  - Tour du Tannenberg
  - Grand Prix des Marronniers
  - 5ea, 7e et 11ea étapes du Tour du Chili
  - 10e étape du Tour de l'Avenir
  - 2e du championnat de Suisse sur route amateurs
  -  Médaillé de bronze au championnat du monde sur route amateurs

### Palmarès professionnel
| - 1982 - Champion de Suisse sur route - 3e étape de l’Étoile de Bessèges - Grand Prix de Montauroux - Prologue, 2e et 5ea étapes du Tour méditerranéen - 4e a étape du Tour de Romandie - 2e étape du Tour de l'Oise - 7e a étape du Critérium du Dauphiné libéré - 2e du Tour du Nord-Ouest de la Suisse - 1983 - Prologue de l’Étoile de Bessèges - Prologue du Tour méditerranéen - Grand Prix de Cannes - Grand Prix de Winterthur - 7e a étape du Critérium du Dauphiné libéré - Tour du Tannenberg - 22e étape du Tour de France - 5e étape du Tour de Catalogne - 2e de l'Étoile de Bessèges - 2e du Grand Prix de Zurich - 3e du Grand Prix de Lugano - 6e du Tour de Lombardie - 1984 - Grand Prix du canton de Zurich - 2e de La Marseillaise - 3e du Championnat de Suisse sur route | - 1985 - 3e du Trofeo Laigueglia - 1986 - Prologue de l’Étoile de Bessèges - Grand Prix de Cannes - Bordeaux-Paris - Prologue du Grand Prix du Midi libre - 3e du Grand Prix du canton d'Argovie - 1987 - Prologue de l’Étoile de Bessèges - Grand Prix d'Antibes - Trofeo Laigueglia - 3e du Grand Prix de Cannes - 9e de Créteil-Chaville - 1988 - Biel-Magglingen - 1989 - Tour du Stausee - 1990 - Tour du Leimenthal - 1992 - Tour du Stausee |  |

## Résultats sur les grands tours

### Tour de France
5 participations 
- 1982 : 105e
- 1983 : 85e, vainqueur de la 22e étape
- 1984 : 124e et lanterne rouge
- 1986 : abandon (15e étape)
- 1987 : abandon (16e étape)

### Tour d'Italie
2 participations
- 1984 : non-partant (14e étape)
- 1985 : abandon (19e étape)